# Topo da Coroa
Topo da Coroa és un muntanya a la part occidental de l'illa de Santo Antão a Cap Verd. La seva elevació és de 1.979 m. És el cim més alt de l'illa i el segon més alt de l'arxipèlag de Cap Verd després del Pico do Fogo (2.829 m). La muntanya és totalment d'origen volcànic. És 25 km a l'oest de la capital de l'illa Porto Novo.
La muntanya forma part de un parc natural. Conté el 61% de les plantes angiospermes endèmiques de Cap verd, de les quals el 25% es troba en la llista vermella d'espècies en perill d'extinció. Les causes es relacionen amb el pasturatge excessiu.